# Aire d'attraction d'Évreux
L'aire d'attraction d'Évreux est un zonage d'étude défini par l'Insee pour caractériser l’influence de la commune d'Évreux sur les communes environnantes. Publiée en octobre 2020, elle se substitue à l'aire urbaine d'Évreux, qui comportait 81 communes dans le dernier zonage qui remontait à 2010.

## Définition
L'aire d'attraction d'une ville est composée d’un pôle, défini à partir de critères de population et d’emploi ainsi que d’une couronne constituée des communes dont au moins 15 % des actifs travaillent dans le pôle. Le pôle d’attraction constitue ainsi un point de convergence des déplacements domicile-travail,.

## Type et composition
L’aire d'attraction d'Évreux est une aire intra-départementale qui comporte 108 communes dans l'Eure. 
Elle est catégorisée dans les aires de 50 000 à moins de 200 000 habitants, une catégorie qui regroupe 18,4 % au niveau national.

### Carte

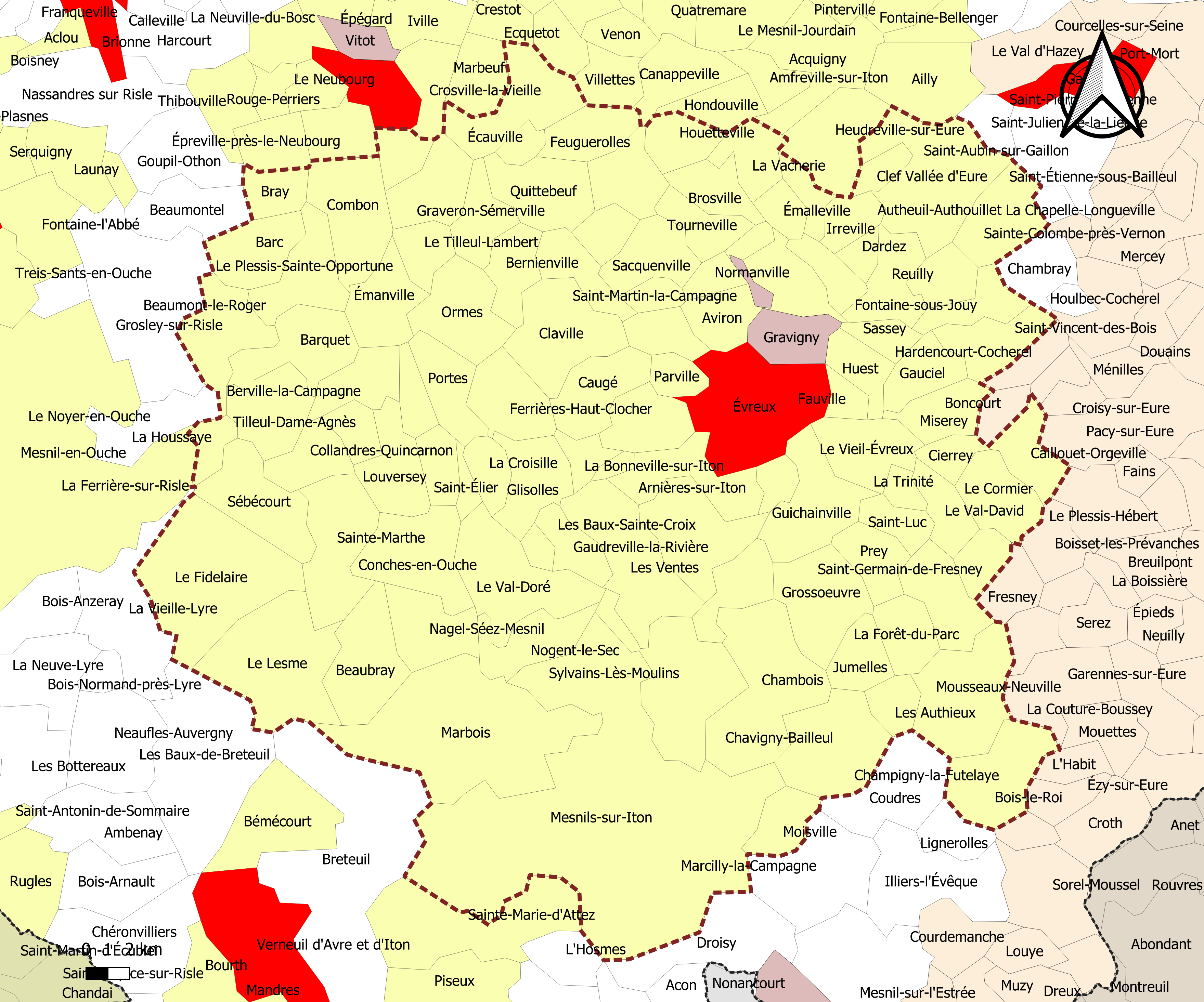
Carte de l'aire d'attraction d'Évreux.
Commune-centre
Commune du pôle principal
Commune de la couronne

### Composition communale
| Catégorie                 | Département | Communes | Communes |
| Catégorie                 | Département | Nombre   | Libellé |
| ------------------------- | ----------- | -------- | --- |
| Commune-centre            | Eure        | 1        | Évreux. |
| Commune du pôle principal | Eure        | 1        | Gravigny. |
| Communes de la couronne   | Eure        | 106      | Angerville-la-Campagne, Arnières-sur-Iton, Aulnay-sur-Iton, Autheuil-Authouillet, Les Authieux, Aviron, Chambois, Bacquepuis, Barc, Barquet, Les Baux-Sainte-Croix, Beaubray, Bérengeville-la-Campagne, Bernienville, Berville-la-Campagne, La Bonneville-sur-Iton, Le Boulay-Morin, Bray, Brosville, Burey, Caillouet-Orgeville, Cailly-sur-Eure, Caugé, Champ-Dolent, Champigny-la-Futelaye, La Chapelle-du-Bois-des-Faulx, Chavigny-Bailleul, Marbois, Cierrey, Claville, Collandres-Quincarnon, Combon, Conches-en-Ouche, Le Cormier, La Croisille, Clef Vallée d'Eure, Mesnils-sur-Iton, Dardez, Écauville, Émalleville, Émanville, Fauville, Faverolles-la-Campagne, Ferrières-Haut-Clocher, Feuguerolles, Le Fidelaire, Fontaine-sous-Jouy, La Forêt-du-Parc, La Baronnie, Gauciel, Gaudreville-la-Rivière, Gauville-la-Campagne, Glisolles, Graveron-Sémerville, Grosley-sur-Risle, Grossœuvre, Guichainville, Houetteville, La Houssaye, Huest, Irreville, Jouy-sur-Eure, Jumelles, Louversey, Le Mesnil-Fuguet, Miserey, Moisville, Nagel-Séez-Mesnil, Nogent-le-Sec, Normanville, Ormes, Le Val-Doré, Parville, Le Plessis-Grohan, Le Plessis-Sainte-Opportune, Portes, Prey, Quittebeuf, Reuilly, Romilly-la-Puthenaye, Sacquenville, Saint-André-de-l'Eure, Saint-Aubin-d'Écrosville, Sainte-Colombe-la-Commanderie, Saint-Élier, Saint-Germain-de-Fresney, Saint-Germain-des-Angles, Saint-Luc, Le Lesme, Sainte-Marthe, Saint-Martin-la-Campagne, Saint-Sébastien-de-Morsent, Saint-Vigor, Sassey, Sébécourt, Tilleul-Dame-Agnès, Le Tilleul-Lambert, Tournedos-Bois-Hubert, Tourneville, Le Tremblay-Omonville, La Trinité, La Vacherie, Le Val-David, Les Ventes, Le Vieil-Évreux, Sylvains-Lès-Moulins. |